# Edmonton LRT
De Edmonton LRT (kort voor Edmonton Light Rail Transit) is het belangrijkste vervoermiddel in het openbaar vervoer van de Canadese stad Edmonton. Het normaalsporige net met een lengte van 37,4 kilometer wordt door de Edmonton Transit Service (ETS) geëxploiteerd. Het netwerk voldoet aan de definitie van een semimetro sinds de opening in 1978, sindsdien rijden de sneltrams in het centrum ondergronds. Het net vormde een eerste aanzet tot de wereldwijde tram-renaissance.

## Netwerk
Het totale netwerk bestaat (in 2024) uit 3 tramlijnen en elke lijn heeft een eigen naam: Capital Line, Metro Line en 
Valley Line. Van de 3 lijnen rijden er 2 met hogevloertrams, alleen the Valley Line rijdt met lagevloertrams. Voor alle lijnen staan verlengingen gepland.

## Materieel
In Edmonton is het gebruikelijk bij elk nieuw tramtype de naam van de fabrikant over te nemen. Peildatum is medio 2024.

### Huidig
- Siemens-Duewag U2 (RTE 1) Tussen 1977 en 1983 werd door Duewag 37 sneltrams van dit type zesasser geleverd.
- Siemens	SD-160 Tussen 2008 en 2013 werd door Duewag 57 sneltrams van dit type zesasser geleverd.
- Bombardier/Alstom Flexity Freedom Vanaf 2018 werd door Bombardier 26 lagevloertrams van dit type geleverd.

## Galerij

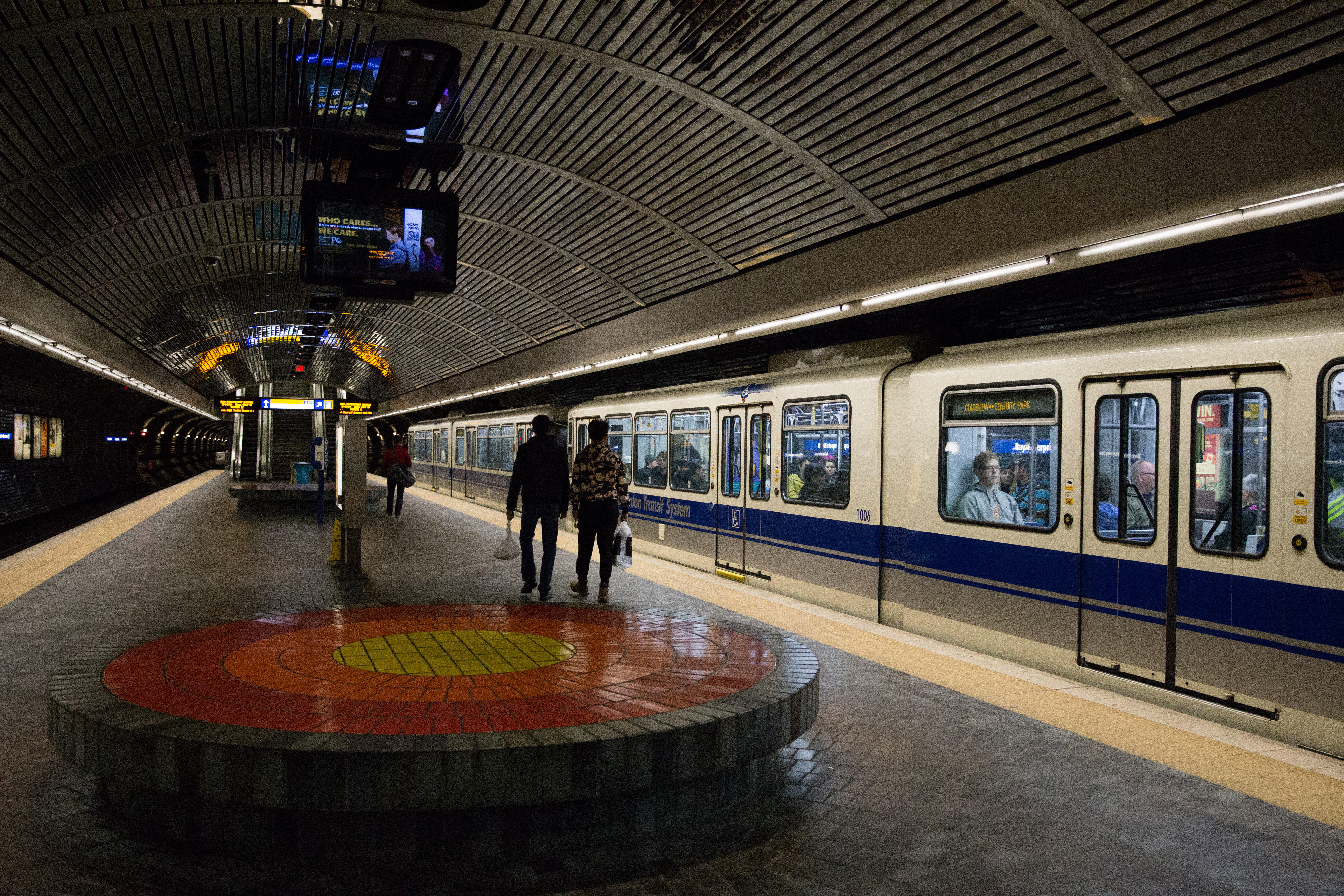
Gekoppelde sneltrams in station Bay-Enterprise Square
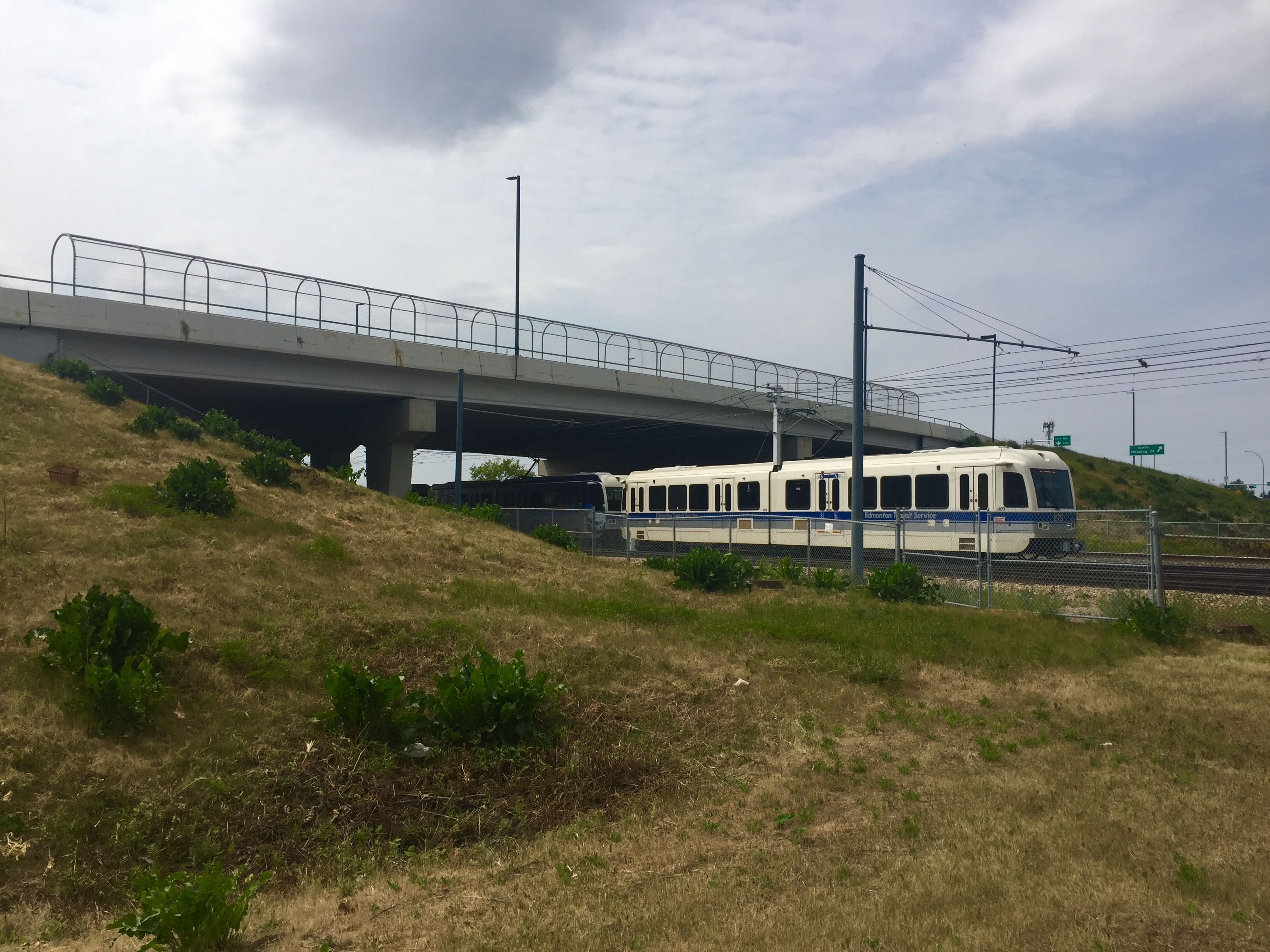
Gekoppelde trams bij 50th Street
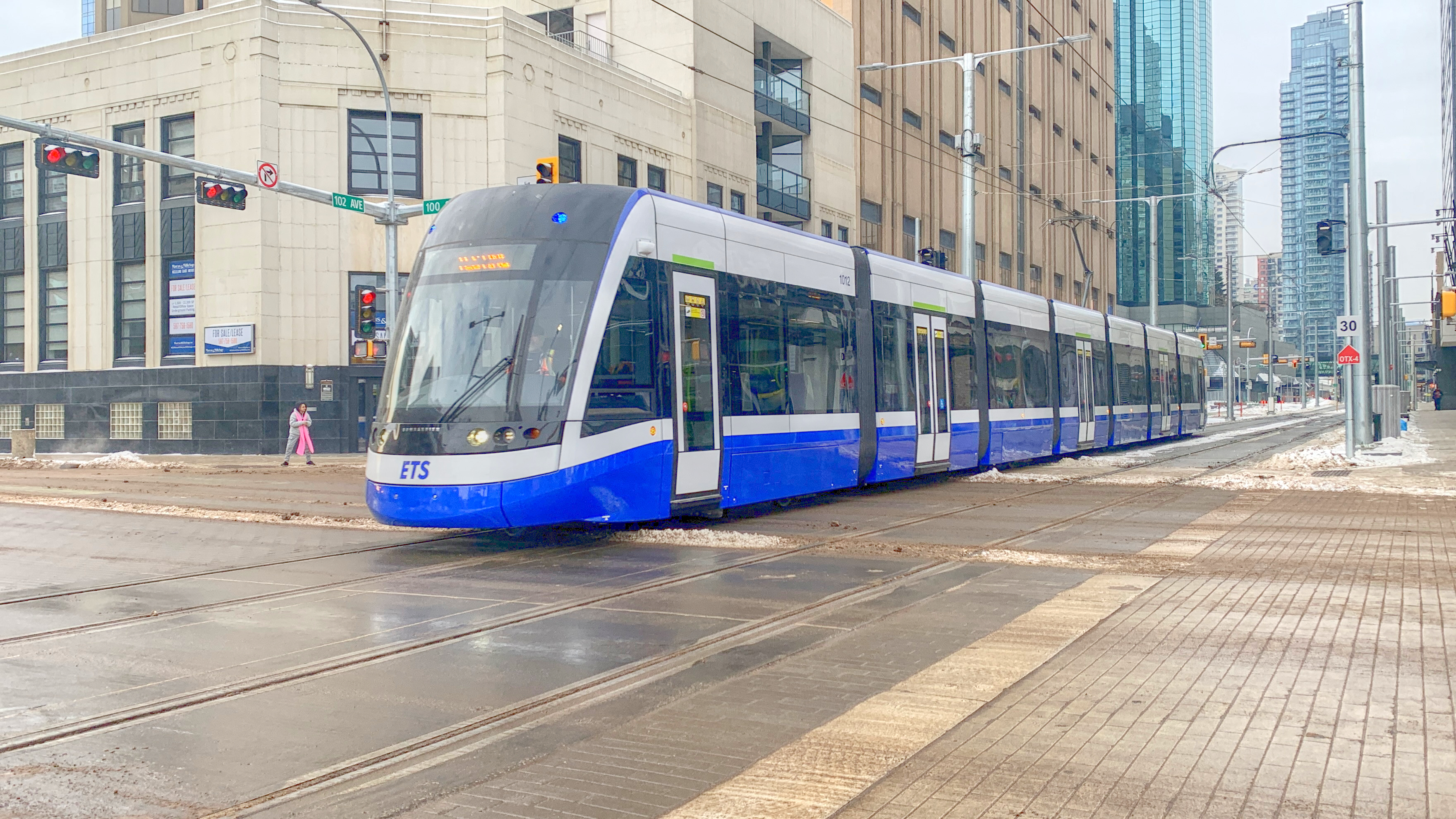
Een achtassige lagevloertram in het centrum